# اعتضادالملک
هدایت‌قلی‌خان اعتضادالملک (زادهٔ ۱۲۵۲ در تهران، درگذشت ۱۳۳۲، تهران) از رجال قاجار، فرزند جعفرقلی نیرالملک، در سال ۱۲۵۲ خورشیدی در تهران متولد شد. تحصیلات خود را دارالفنون به پایان رساند. ابتدا در دارالفنون به‌عنوان معلم آغاز به‌کار کرد و پس از چندی به وزارت معارف منتقل شد. در سال ۱۳۰۶ خورشیدی، زمانی که مهدی‌قلی هدایت (مخبرالسلطنه) به نخست‌وزیری رسید، اعتضادالملک را به ریاست دفتر خود برگزید. پس از مخبرالسلطنه که محمدعلی فروغی به نخست‌وزیری رسید، اعتضادالملک در مقام خود باقی ماند، تا سال ۱۳۱۵ که در آن سمت بازنشست شد.
فرزندان و احفاد او، مانند برخی دیگر از اعضای این خاندان، نام خانوادگی هدایت را برای خود برگریدند.
صادق هدایت فرزند او است.

## فرزندان
1. سرلشکر عیسی هدایت
2. محمود هدایت
3. صادق هدایت
4. اخترالملوک، همسر محمدعلی دولتشاهی و مادر مهرانگیز دولتشاهی
5. انورالملوک، همسر حاجی‌علی رزم‌آرا
6. اشرف‌الملوک، مادر بیژن جلالی